# Polymixis olivascens
Polymixis olivascens là một loài bướm đêm trong họ Noctuidae.